# Conjunt carrer de l'Ametller (Cornellà de Llobregat)
El Carrer de l'Ametller o Carrer de la Llet és una obra del municipi de Cornellà de Llobregat (Baix Llobregat) inclosa en l'Inventari del Patrimoni Arquitectònic de Catalunya.

## Descripció
Es tracta d'un conjunt d'edificacions amb jardins a la façana o posteriors, la majoria d'ells de planta i un pis, unifamiliars. Destaca a la part més alta la casa que posteriorment fou Delegació de Sanitat i Assistència Social de Cornellà. Aquest carrer de l'Ametller marca el punt de màxim pendent entre el punt alt del centre (Ajuntament i Església) i el carrer Major.
El P.M.G. de l'Ajuntament de Cornellà el qualifica com a zona de conservació d'estructura i, per tant, subjecte a Pla Especial.

## Història
La població antiga de Cornellà es formà entorn de l'antiga església parroquial de Santa Maria i el Castell de Cornellà en l'eix que actualment és el carrer de Mossèn Cinto Verdaguer. Paral·lelament, al segle xvi es formà un altre nucli al voltant de l'Hostal del Comú, arran del camí. El 1769 el rei Carles creà la carretera a Sant Boi aprofitant aquell vell camí i ràpidament s'hi construïren cases i hostals i una parada de diligències. Al segle xix es consolidà definitivament aquest nucli nou i amb l'obertura del carrer Ametller l'any 1865 que unia i comunicava aquests dos eixos independents prengué cos definitivament el que ja s'anomenava el Centre.